# 난바 다이스케

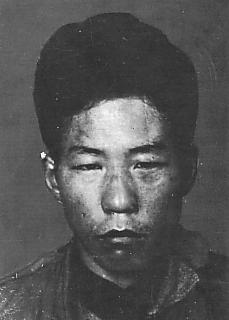

난바 다이스케(일본어: 難波 大助: 1899년 11월 7일-1924년 11월 15일)는 일본의 공산주의 운동가다. 1923년(다이쇼 12년) 12월 당시 섭정궁 히로히토 황태자를 엽총으로 암살 기도했다(토라노몬 사건). 대심원에서의 심리에서도 천황제 부정의 주장을 굽히지 않고 대역죄에 의해 사형에 처해졌다. 다이쇼 시대의 대표적인 반역적 사회운동가다.